# 신데렐라 3
《신데렐라 3》(영어: Cinderella III: A Twist In Time)는 2007년 미국 디즈니툰 스튜디오에서 제작한 뮤지컬 판타지 애니메이션 영화로, 신데렐라 시리즈의 세 번째 작품이다. 1편 《신데렐라》와 2편 《신데렐라 2》의 사이를 배경으로, 마법 지팡이를 손에 넣은 뒤 시간을 되돌려서 신데렐라의 결혼을 막으려는 계모와 두 자매의 이야기를 다룬다.

## 줄거리
신데렐라와 왕자가 결혼한 지 1년 후, 신데렐라의 새엄마 트레메인 부인은 요정 대모의 마법 지팡이를 훔쳐 과거로 돌아간다. 그녀는 신데렐라 대신 자신의 딸 아나스타샤를 왕자와 결혼시키기 위해, 유리 구두를 아나스타샤에게 맞도록 늘린 후 왕자의 신붓감으로 만든다. 신데렐라는 이 사실을 알고 절망하지만, 쟈크와 거스는 왕자가 그녀를 알아볼 거라며 격려한다.
왕자는 아나스타샤가 자신이 찾던 여인이 아니라는 것을 금방 알아차리지만, 트레메인 부인의 마법으로 인해 아나스타샤를 사랑하게 된다. 신데렐라는 왕자에게 진실을 알리려 하지만, 오히려 트레메인 부인에게 발각되어 왕국에서 추방될 위기에 처한다. 쟈크와 거스는 왕자에게 트레메인 부인의 속임수를 밝히고, 신데렐라의 유리 구두를 보여주며 왕자의 기억을 되찾아준다. 왕자는 신데렐라를 구출하고, 둘은 다시 만나 결혼을 약속한다.
트레메인 부인은 마지막으로 아나스타샤를 신데렐라로 변신시켜 결혼식을 방해하려 하지만, 아나스타샤는 자신이 진정으로 원하는 사랑을 찾겠다며 결혼을 거부한다. 이에 분노한 트레메인 부인은 왕궁 경비병들을 동물로 만들지만, 왕자의 도움으로 신데렐라와 아나스타샤는 마법으로부터 보호받는다. 반사된 마법은 트레메인 부인과 드리젤라를 두꺼비로 만들어 버린다. 아나스타샤는 왕에게 여왕의 조개껍데기를 돌려주며 자신의 잘못을 뉘우친다. 요정 대모는 신데렐라와 왕자의 사랑이 더욱 견고해졌음을 확인하고, 시간을 원래대로 돌리지 않기로 결정한다.
결혼 후, 신데렐라는 아나스타샤가 궁궐에 머물도록 허락하고, 아나스타샤는 전작에서 만났던 제빵사와 다시 사랑에 빠진다. 한편, 두꺼비에서 인간으로 돌아온 트레메인 부인과 드리젤라는 신데렐라의 낡은 옷을 입게 되며 영화가 끝난다.

## 성우진
| 배역          | 영어 성우                   | 한국어 성우         |
| ------------- | --------------------------- | ------------------- |
| 신데렐라      | 제니퍼 헤일 태미 태펀(노래) | 서혜정 고은선(노래) |
| 왕자          | C. D. 반스                  | 손원일 성기윤(노래) |
| 트리메인 부인 | 수잰 블레이크슬리           | 성선녀              |
| 아나스타샤    | 트레스 맥닐                 | 이현선 정영주(노래) |
| 드리젤라      | 루시 테일러                 | 이진화 백민정(노래) |
| 요정 대모     | 루시 테일러                 | 박민아 문희경(노래) |
| 자크          | 롭 폴슨                     | 한호웅 김재우(노래) |
| 거스          | 코리 버튼                   | 서문석 이재호(노래) |
| 왕            | 안드레 스토이카             | 장승길              |
| 공작          | 롭 폴슨                     | 이윤선              |
| 프루던스      | 홀랜드 테일러               | 김혜미              |
| 루시퍼        | 프랭크 웰커                 | -                   |